# Ops

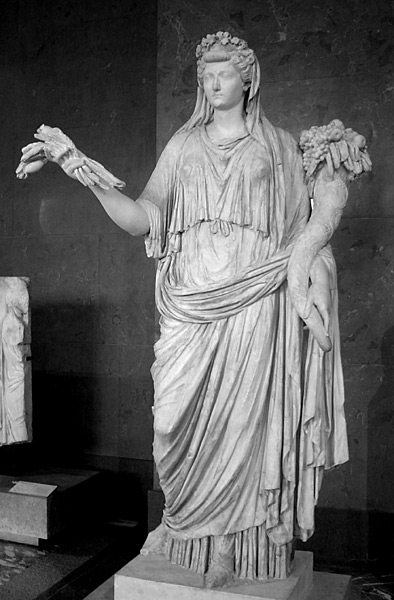
Livia Drusilla als Ops, mit Weizengarbe und Füllhorn

Ops (auch Ops Consivia) ist eine Gottheit der altrömischen Religion.

## Bedeutung und Kult
Die Göttin Ops wurde in späterer Zeit mit der Göttin Rhea der griechischen Mythologie gleichgesetzt. In der altrömischen Religion wurde die Welt von Personifikationen der Natur und der Naturerscheinungen beherrscht. Ops stand für Erntesegen und die Fruchtbarkeit. Zudem ist sie Schutzgöttin der Neugeborenen und wurde im Krieg als Schutzgöttin Roms angerufen. Analog zum griechischen Vorbild war sie die Gattin des Saturnus und die Mutter des Jupiter.
Ihr Beiname Consivia leitet sich von consiva (lat. die geborgen hat) ab. Ihr zu Ehren wurden alljährlich am 25. August ein Erntedankfest (Opeconsivia) an ihrem Heiligtum am Fuße des römischen Kapitols und am 19. Dezember ein weiteres Fest (Opalia) im Zuge der Saturnalien gefeiert.
Der Asteroid des inneren Hauptgürtels (2736) Ops ist nach der Göttin benannt.